# Calvadosia hawaiiensis
Calvadosia hawaiiensis is een neteldier uit de klasse Staurozoa en behoort tot de familie Kishinouyeidae. Calvadosia hawaiiensis werd in 1930 voor het eerst wetenschappelijk beschreven door Edmondson.